# Danh sách cầu thủ tham dự giải vô địch bóng đá U-21 châu Âu 1994
Đây là danh sách đội hình các đội bóng tham dự Giải vô địch bóng đá U-21 châu Âu 1994. Chỉ có các cầu thủ sinh trong hoặc sau ngày the 1 tháng 1 năm 1971 được phép thi đấu. Các cầu thủ in đậm từng thi đấu cho đội tuyển quốc gia.

## Tiệp Khắc
Huấn luyện viên: Ivan Kopecký
| Số | Vt | Cầu thủ           | Ngày sinh (tuổi)            | Số trận | Câu lạc bộ        |
| -- | -- | ----------------- | --------------------------- | ------- | ----------------- |
| 1  | TM | Jaromír Blažek    | 29 tháng 12, 1972 (21 tuổi) |         | Viktoria Žižkov   |
| 2  | TV | Robert Tomaschek  | 25 tháng 8, 1972 (21 tuổi)  |         | Slovan Bratislava |
| 3  | HV | Petr Gabriel      | 17 tháng 5, 1973 (20 tuổi)  |         | Viktoria Žižkov   |
| 4  | TV | Pavel Nedvěd      | 30 tháng 8, 1972 (21 tuổi)  |         | Sparta Prague     |
| 5  | TV | Zdeněk Svoboda    | 20 tháng 5, 1972 (21 tuổi)  |         | Sparta Prague     |
| 6  | HV | Tomáš Ujfaluši    | 24 tháng 3, 1978 (16 tuổi)  |         | Sigma Olomouc     |
| 7  | TV | Jiří Lerch        | 17 tháng 10, 1971 (22 tuổi) |         | Slavia Prague     |
| 8  | TĐ | Vratislav Lokvenc | 27 tháng 9, 1973 (20 tuổi)  |         | Sparta Prague     |
| 9  | TĐ | Jozef Kožlej      | 8 tháng 7, 1973 (20 tuổi)   |         | Sparta Prague     |
| 10 | TĐ | Štefan Rusnák     | 7 tháng 8, 1971 (22 tuổi)   |         | Slavia Prague     |
| 11 | TV | Tomáš Galásek     | 15 tháng 1, 1973 (21 tuổi)  |         | Baník Ostrava     |
| 12 | TM | Kamil Čontofalský | 3 tháng 6, 1978 (15 tuổi)   |         | Trenčín           |
| 13 | HV | Tomáš Řepka       | 2 tháng 1, 1974 (20 tuổi)   |         | Baník Ostrava     |
| 14 | HV | Tomas Votava      | 21 tháng 2, 1974 (20 tuổi)  |         | Sparta Prague     |
| 15 | TĐ | Jan Koller        | 30 tháng 3, 1973 (21 tuổi)  |         | Sparta Prague     |
| 16 | TM | Daniel Zítka      | 20 tháng 6, 1975 (18 tuổi)  |         | Viktoria Žižkov   |
| 17 | TĐ | Vladimír Šmicer   | 24 tháng 5, 1973 (20 tuổi)  |         | Slavia Prague     |
| 18 | TV | Radek Bejbl       | 29 tháng 8, 1972 (21 tuổi)  |         | Slavia Prague     |
| 19 | HV | Michal Kovář      | 8 tháng 9, 1973 (20 tuổi)   |         | Sigma Olomouc     |
| 20 | TV | Karel Poborský    | 30 tháng 3, 1972 (22 tuổi)  |         | České Budějovice  |

Nguồn:

## Pháp
Huấn luyện viên: Raymond Domenech
| Số | Vt | Cầu thủ            | Ngày sinh (tuổi)            | Số trận | Câu lạc bộ          |
| -- | -- | ------------------ | --------------------------- | ------- | ------------------- |
| 1  | TM | Richard Dutruel    | 24 tháng 12, 1972 (21 tuổi) |         | Caen                |
| 2  | HV | Francis Llacer     | 9 tháng 9, 1971 (22 tuổi)   |         | Paris Saint-Germain |
| 3  | HV | Serge Blanc        | 22 tháng 10, 1972 (21 tuổi) |         | Montepellier        |
| 4  | HV | Lilian Thuram      | 1 tháng 1, 1972 (22 tuổi)   |         | Monaco              |
| 5  | HV | Frédéric Déhu      | 24 tháng 10, 1972 (21 tuổi) |         | Lens                |
| 6  | HV | Oumar Dieng        | 30 tháng 12, 1972 (21 tuổi) |         | Lille               |
| 7  | TV | Zinedine Zidane    | 23 tháng 6, 1972 (21 tuổi)  |         | Bordeaux            |
| 8  | TV | Reynald Pedros     | 10 tháng 10, 1971 (22 tuổi) |         | Nantes              |
| 9  | TĐ | Nicolas Ouédec     | 28 tháng 10, 1971 (22 tuổi) |         | Nantes              |
| 10 | TV | Johan Micoud       | 24 tháng 7, 1973 (20 tuổi)  |         | Cannes              |
| 11 | TĐ | Christophe Dugarry | 24 tháng 3, 1972 (22 tuổi)  |         | Bordeaux            |
| 12 | TV | Cyril Serredszum   | 2 tháng 10, 1971 (22 tuổi)  |         | Metz                |
| 13 | TV | Sylvain Deplace    | 4 tháng 1, 1972 (22 tuổi)   |         | Lyon                |
| 14 | HV | Jérôme Bonnissel   | 11 tháng 4, 1973 (21 tuổi)  |         | Montepellier        |
| 15 | TĐ | Pascal Nouma       | 6 tháng 1, 1972 (22 tuổi)   |         | Caen                |
| 16 | TM | Stéphane Cassard   | 11 tháng 11, 1972 (21 tuổi) |         | Sochaux             |
| 17 | HV | Alain Goma         | 5 tháng 10, 1972 (21 tuổi)  |         | Auxerre             |
| 18 | HV | Bruno Carotti      | 30 tháng 9, 1972 (21 tuổi)  |         | Montepellier        |
| 19 | TV | Claude Makélélé    | 18 tháng 2, 1973 (21 tuổi)  |         | Nantes              |
| 20 | TV | Fabien Lefèvre     | 14 tháng 1, 1971 (23 tuổi)  |         | Montpellier         |

Nguồn:

## Hi Lạp
| Số | Vt | Cầu thủ                | Ngày sinh (tuổi)            | Số trận | Câu lạc bộ    |
| -- | -- | ---------------------- | --------------------------- | ------- | ------------- |
| 1  | TM | Fanis Katergiannakis   | 16 tháng 2, 1974 (20 tuổi)  |         | Aris          |
| 2  | TV | Grigoris Georgatos     | 31 tháng 10, 1972 (21 tuổi) |         | Panachaiki    |
| 3  | HV | Giannis Goumas         | 24 tháng 5, 1975 (18 tuổi)  |         | Panathinaikos |
| 4  | TV | Giorgos Karagounis     | 6 tháng 3, 1977 (17 tuổi)   |         | Panathinaikos |
| 5  | HV | Michalis Kapsis        | 18 tháng 10, 1973 (20 tuổi) |         | Ethnikos      |
| 6  | TV | Pantelis Kafes         | 24 tháng 6, 1978 (15 tuổi)  |         | Pontioi Veria |
| 7  | TV | Georgios Gruziadis     | 8 tháng 3, 1972 (22 tuổi)   |         | Panathinaikos |
| 8  | TĐ | Zisis Vryzas           | 9 tháng 11, 1973 (20 tuổi)  |         | Skoda Xanthi  |
| 9  | TĐ | Sotiris Konstantinidis | 19 tháng 4, 1977 (16 tuổi)  |         | Iraklis       |
| 10 | TV | Vassilios Tsiartas     | 12 tháng 11, 1972 (21 tuổi) |         | AEK Athens    |
| 11 | TĐ | Alexandros Alexoudis   | 20 tháng 6, 1972 (21 tuổi)  |         | OFI Crete     |
| 12 | TM | Antonios Nikopolidis   | 14 tháng 1, 1971 (23 tuổi)  |         | Panathinaikos |
| 13 | TM | Kostas Chalkias        | 30 tháng 5, 1974 (19 tuổi)  |         | Panathinaikos |
| 14 | HV | Paraskevas Antzas      | 18 tháng 8, 1977 (16 tuổi)  |         | Pandramaikos  |
| 15 | TV | Stelios Giannakopoulos | 12 tháng 7, 1974 (19 tuổi)  |         | Paniliakos    |
| 16 | HV | Georgios Anatolakis    | 16 tháng 3, 1974 (20 tuổi)  |         | Iraklis       |
| 17 | TV | Theodoros Zagorakis    | 27 tháng 10, 1971 (22 tuổi) |         | PAOK          |
| 18 | HV | Athanasios Kostoulas   | 24 tháng 3, 1976 (18 tuổi)  |         | Kalamata      |
| 19 | HV | Traianos Dellas        | 31 tháng 1, 1976 (18 tuổi)  |         | Aris          |
| 20 | TĐ | Nikos Liberopoulos     | 4 tháng 8, 1975 (18 tuổi)   |         | Kalamata      |

Nguồn:

## Ý
Huấn luyện viên: Cesare Maldini
| Số | Vt | Cầu thủ             | Ngày sinh (tuổi)            | Số trận | Câu lạc bộ     |
| -- | -- | ------------------- | --------------------------- | ------- | -------------- |
| 1  | TM | Phápsco Toldo       | 2 tháng 12, 1971 (22 tuổi)  |         | Milan          |
| 2  | HV | Fabio Cannavaro     | 13 tháng 9, 1973 (20 tuổi)  |         | Napoli         |
| 3  | HV | Phápsco Colonnese   | 10 tháng 8, 1971 (22 tuổi)  |         | Cremonese      |
| 4  | HV | Daniele Delli Carri | 18 tháng 9, 1971 (22 tuổi)  |         | Torino         |
| 5  | HV | Fabio Galante       | 20 tháng 11, 1973 (20 tuổi) |         | Genoa          |
| 6  | HV | Paolo Negro         | 16 tháng 4, 1972 (21 tuổi)  |         | Lazio          |
| 7  | HV | Christian Panucci   | 12 tháng 4, 1973 (20 tuổi)  |         | Milan          |
| 8  | HV | Emanuele Tresoldi   | 20 tháng 11, 1973 (20 tuổi) |         | Ravenna        |
| 9  | TV | Daniele Berretta    | 8 tháng 3, 1972 (22 tuổi)   |         | Roma           |
| 10 | TV | Emiliano Bigica     | 4 tháng 9, 1973 (20 tuổi)   |         | Bari           |
| 11 | HV | Gianluca Cherubini  | 28 tháng 2, 1974 (20 tuổi)  |         | Reggiana       |
| 12 | TM | Stefano Visi        | 11 tháng 12, 1971 (22 tuổi) |         | Sambenedettese |
| 13 | TV | Dario Marcolin      | 28 tháng 10, 1971 (22 tuổi) |         | Cagliari       |
| 14 | TV | Fabio Rossitto      | 21 tháng 9, 1971 (22 tuổi)  |         | Udinese        |
| 15 | TV | Alessio Scarchilli  | 10 tháng 9, 1972 (21 tuổi)  |         | Roma           |
| 16 | TĐ | Benito Carbone      | 14 tháng 8, 1971 (22 tuổi)  |         | Torino         |
| 17 | TĐ | Filippo Inzaghi     | 9 tháng 8, 1973 (20 tuổi)   |         | Verona         |
| 18 | TĐ | Roberto Muzzi       | 21 tháng 9, 1971 (22 tuổi)  |         | Roma           |
| 19 | TV | Pierluigi Orlandini | 9 tháng 10, 1972 (21 tuổi)  |         | Atalanta       |
| 20 | TĐ | Christian Vieri     | 12 tháng 7, 1973 (20 tuổi)  |         | Ravenna        |

Nguồn:

## Ba Lan
Huấn luyện viên: Wiktor Stasiuk
| Số | Vt | Cầu thủ                | Ngày sinh (tuổi)                    | Số trận | Câu lạc bộ            |
| -- | -- | ---------------------- | ----------------------------------- | ------- | --------------------- |
|    | TM | Radosław Majdan        | ngày 10 tháng 5 năm 1972 (aged 21)  |         | Pogoń Szczecin        |
|    | TM | Arkadiusz Onyszko      | ngày 12 tháng 1 năm 1974 (aged 20)  |         | Polonia Warszawa      |
|    | TM | Bogusław Wyparło       | ngày 29 tháng 11 năm 1974 (aged 19) |         | Stal Mielec           |
|    | HV | Jacek Bąk              | ngày 24 tháng 3 năm 1973 (aged 20)  |         | Lech Poznań           |
|    | HV | Daniel Bogusz          | ngày 21 tháng 9 năm 1974 (aged 19)  |         | Jagiellonia Białystok |
|    | HV | Piotr Grzelak          | ngày 21 tháng 8 năm 1973 (aged 20)  |         | Zawisza Bydgoszcz     |
|    | HV | Tomasz Hajto           | ngày 16 tháng 10 năm 1972 (aged 21) |         | Górnik Zabrze         |
|    | HV | Arkadiusz Kaliszan     | ngày 13 tháng 11 năm 1972 (aged 21) |         | Roda JC               |
|    | HV | Adam Ledwoń            | ngày 15 tháng 1 năm 1974 (aged 20)  |         | GKS Katowice          |
|    | HV | Piotr Mosór            | ngày 28 tháng 3 năm 1974 (aged 19)  |         | Ruch Chorzów          |
|    | HV | Piotr Przerywacz       | ngày 15 tháng 11 năm 1972 (aged 21) |         | Zagłębie Lubin        |
|    | HV | Krzysztof Ratajczyk    | ngày 9 tháng 11 năm 1973 (aged 20)  |         | Legia Warsaw          |
|    | HV | Maciej Stolarczyk      | ngày 15 tháng 1 năm 1972 (aged 22)  |         | Pogoń Szczecin        |
|    | HV | Paweł Wojtala          | ngày 27 tháng 10 năm 1972 (aged 21) |         | Lech Poznań           |
|    | TV | Mieczysław Agafon      | ngày 18 tháng 11 năm 1971 (aged 22) |         | Górnik Zabrze         |
|    | TV | Jacek Berensztajn      | ngày 16 tháng 10 năm 1973 (aged 20) |         | Siarka Tarnobrzeg     |
|    | TV | Piotr Kasperski        | ngày 7 tháng 3 năm 1972 (aged 22)   |         | Sokół Pniewy          |
|    | TV | Arkadiusz Kubik        | ngày 31 tháng 5 năm 1972 (aged 21)  |         | Górnik Zabrze         |
|    | TV | Michał Probierz        | ngày 24 tháng 9 năm 1972 (aged 21)  |         | Bayer Uerdingen       |
|    | TV | Rafał Ruta             | 24 października 1972 (aged 21)      |         | Stal Mielec           |
|    | TV | Piotr Świerczewski     | ngày 8 tháng 4 năm 1972 (aged 21)   |         | Saint-Étienne         |
|    | TV | Sławomir Wojciechowski | ngày 6 tháng 9 năm 1973 (aged 20)   |         | Zawisza Bydgoszcz     |
|    | TĐ | Henryk Bałuszyński     | ngày 15 tháng 7 năm 1972 (aged 21)  |         | Górnik Zabrze         |
|    | TĐ | Krzysztof Bociek       | ngày 30 tháng 3 năm 1974 (aged 20)  |         | Stal Mielec           |
|    | TĐ | Roman Dąbrowski        | ngày 14 tháng 3 năm 1972 (aged 21)  |         | Ruch Chorzów          |
|    | TĐ | Paweł Gościniak        | ngày 23 tháng 1 năm 1973 (aged 21)  |         | Wisła Kraków          |
|    | TĐ | Andrzej Kubica         | ngày 7 tháng 7 năm 1972 (aged 21)   |         | Rapid Wien            |
|    | TĐ | Cezary Kucharski       | ngày 17 tháng 2 năm 1972 (aged 22)  |         | Aarau                 |
|    | TĐ | Olgierd Moskalewicz    | ngày 16 tháng 2 năm 1974 (aged 20)  |         | Pogoń Szczecin        |
|    | TĐ | Tomasz Rząsa           | ngày 11 tháng 3 năm 1973 (aged 21)  |         | Sokół Pniewy          |

Nguồn:

## Bồ Đào Nha
Huấn luyện viên: Nelo Vingada
| Số | Vt | Cầu thủ             | Ngày sinh (tuổi)                    | Số trận | Câu lạc bộ        |
| -- | -- | ------------------- | ----------------------------------- | ------- | ----------------- |
| 1  | TM | Fernando Brassard   | ngày 11 tháng 4 năm 1972 (aged 22)  |         | Marítimo          |
| 2  | HV | Nélson              | ngày 5 tháng 11 năm 1971 (aged 22)  |         | Sporting CP       |
| 3  | HV | Rui Bento           | ngày 14 tháng 1 năm 1972 (aged 22)  |         | Boavista          |
| 4  | HV | Jorge Costa         | ngày 14 tháng 10 năm 1971 (aged 22) |         | Porto             |
| 5  | HV | Paulo Torres        | ngày 25 tháng 11 năm 1971 (aged 22) |         | Sporting CP       |
| 6  | HV | Abel Xavier         | ngày 30 tháng 11 năm 1972 (aged 21) |         | Benfica           |
| 7  | TV | Luís Figo           | ngày 4 tháng 11 năm 1972 (aged 21)  |         | Sporting CP       |
| 8  | TV | João Oliveira Pinto | ngày 3 tháng 8 năm 1971 (aged 22)   |         | Estoril           |
| 9  | TĐ | Toni                | ngày 2 tháng 8 năm 1972 (aged 21)   |         | Braga             |
| 10 | TV | Rui Costa           | ngày 29 tháng 3 năm 1972 (aged 22)  |         | Benfica           |
| 11 | TĐ | Ricardo Sá Pinto    | ngày 10 tháng 10 năm 1972 (aged 21) |         | Salgueiros        |
| 12 | TM | Paulo Costinha      | ngày 22 tháng 9 năm 1973 (aged 20)  |         | Sporting CP       |
| 13 | HV | Álvaro Gregório     | ngày 25 tháng 8 năm 1972 (aged 21)  |         | Paços de Ferreira |
| 14 | TV | Bino                | ngày 19 tháng 12 năm 1972 (aged 21) |         | Salgueiros        |
| 15 | TĐ | João Vieira Pinto   | ngày 19 tháng 8 năm 1971 (aged 22)  |         | Benfica           |
| 16 | TĐ | Gil                 | ngày 2 tháng 12 năm 1972 (aged 21)  |         | Braga             |
| 17 | TV | Tulipa              | ngày 16 tháng 10 năm 1972 (aged 21) |         | Salgueiros        |
| 18 | TV | Nuno Capucho        | ngày 21 tháng 2 năm 1972 (aged 22)  |         | Sporting CP       |
| 19 | HV | Jorge Soares        | ngày 22 tháng 10 năm 1971 (aged 22) |         | Farense           |
| 20 | TM | Paulo Santos        | ngày 11 tháng 12 năm 1972 (aged 21) |         | Benfica           |

Nguồn:

## Nga
Huấn luyện viên: Boris Ignatyev
| Số | Vt | Cầu thủ             | Ngày sinh (tuổi)                    | Số trận | Câu lạc bộ                    |
| -- | -- | ------------------- | ----------------------------------- | ------- | ----------------------------- |
| 1  | TM | Yevgeni Plotnikov   | ngày 6 tháng 9 năm 1972 (aged 21)   |         | CSKA Moscow                   |
| 2  | HV | Roman Sharonov      | ngày 8 tháng 9 năm 1976 (aged 16)   |         | Lokomotiv-2 Moscow            |
| 3  | HV | Konstantin Zyryanov | ngày 5 tháng 10 năm 1977 (aged 15)  |         | Amkar Perm                    |
| 4  | TV | Igor Semshov        | ngày 6 tháng 4 năm 1978 (aged 15)   |         | CSKA Moscow                   |
| 5  | HV | Ramiz Mamedov       | ngày 21 tháng 8 năm 1972 (aged 21)  |         | Spartak Moskva                |
| 6  | HV | Vadim Evseev        | ngày 8 tháng 1 năm 1976 (aged 17)   |         | Spartak Moskva                |
| 7  | TV | Ansar Ayupov        | ngày 23 tháng 3 năm 1972 (aged 21)  |         | Presnya Moscow                |
| 8  | TĐ | Dmitri Kirichenko   | ngày 17 tháng 1 năm 1977 (aged 16)  |         | Lokomotiv-KMV Mineralnye Vody |
| 9  | TĐ | Ilshat Faizulin     | ngày 5 tháng 3 năm 1973 (aged 21)   |         | CSKA Moscow                   |
| 10 | TV | Yuri Drozdov        | ngày 16 tháng 1 năm 1972 (aged 22)  |         | Lokomotiv Moscow              |
| 11 | TĐ | Igor Simutenkov     | ngày 3 tháng 4 năm 1973 (aged 20)   |         | Dynamo Moscow                 |
| 12 | TM | Mikhail Kharin      | 17 tháng 6, 1976 (17 tuổi)          |         | Torpedo Moscow                |
| 13 | HV | Aleksandr Grishin   | ngày 18 tháng 11 năm 1971 (aged 22) |         | CSKA Moscow                   |
| 14 | HV | Aleksey Naumov      | ngày 2 tháng 2 năm 1972 (aged 22)   |         | Zenit Saint Petersburg        |
| 15 | TĐ | Valery Yesipov      | ngày 4 tháng 10 năm 1971 (aged 22)  |         | Rotor Volgograd               |
| 16 | HV | Dmitri Sennikov     | 24 tháng 6 năm 1976 (aged 16)       |         | Lokomotiv Saint Petersburg    |
| 17 | TĐ | Andrei Talalayev    | ngày 5 tháng 10 năm 1972 (aged 21)  |         | Torpedo Moscow                |
| 18 | TV | Sergei Mandreko     | ngày 1 tháng 8 năm 1971 (aged 22)   |         | Rapid Wien                    |
| 19 | TV | Rolan Gusev         | ngày 17 tháng 9 năm 1977 (aged 15)  |         | Dynamo Moscow                 |
| 20 | TM | Sergey Armishev     | ngày 29 tháng 4 năm 1976 (aged 17)  |         | Zvezda Perm                   |

Nguồn:

## Tây Ban Nha
Huấn luyện viên: Andoni Goikoetxea
| Số | Vt | Cầu thủ                | Ngày sinh (tuổi)                    | Số trận | Câu lạc bộ      |
| -- | -- | ---------------------- | ----------------------------------- | ------- | --------------- |
| 1  | TM | Toni Prats             | ngày 9 tháng 9 năm 1971 (aged 22)   |         | Mallorca        |
| 2  | HV | Sergi Barjuán          | ngày 28 tháng 12 năm 1971 (aged 22) |         | Barcelona       |
| 3  | TV | Andoni Imaz            | ngày 5 tháng 9 năm 1971 (aged 22)   |         | Real Sociedad   |
| 4  | TV | Óscar García           | ngày 26 tháng 4 năm 1973 (aged 21)  |         | Barcelona       |
| 5  | HV | Ramón González         | ngày 25 tháng 11 năm 1974 (aged 19) |         | Valladolid      |
| 6  | TV | Julen Guerrero         | ngày 7 tháng 1 năm 1974 (aged 20)   |         | Athletic Bilbao |
| 7  | HV | Jesús Enrique Velasco  | ngày 16 tháng 1 năm 1972 (aged 22)  |         | Real Madrid     |
| 8  | TĐ | Thomas Christiansen    | ngày 11 tháng 3 năm 1973 (aged 20)  |         | Osasuna         |
| 9  | TĐ | Pier Luigi Cherubino   | ngày 15 tháng 10 năm 1971 (aged 22) |         | Tenerife        |
| 10 | TV | Jesús García Sanjuán   | ngày 22 tháng 8 năm 1971 (aged 22)  |         | Zaragoza        |
| 11 | TĐ | Lluís Carreras         | ngày 24 tháng 9 năm 1972 (aged 21)  |         | Oviedo          |
| 12 | HV | Aitor Karanka          | ngày 18 tháng 9 năm 1973 (aged 20)  |         | Athletic Bilbao |
| 13 | TM | Juan José Valencia     | ngày 18 tháng 9 năm 1971 (aged 22)  |         | Athletic Bilbao |
| 14 | HV | Mikel Lasa             | ngày 9 tháng 9 năm 1971 (aged 22)   |         | Real Madrid     |
| 15 | TĐ | José Gálvez            | ngày 3 tháng 8 năm 1974 (aged 19)   |         | Valencia        |
| 16 | TV | Antonio Acosta         | ngày 22 tháng 11 năm 1971 (aged 22) |         | Lleida          |
| 17 | TV | Gaizka Mendieta        | ngày 27 tháng 3 năm 1974 (aged 19)  |         | Valencia        |
| 18 | HV | Roberto Ríos           | ngày 8 tháng 10 năm 1971 (aged 22)  |         | Betis           |
| 19 | HV | José Miguel Prieto (c) | ngày 22 tháng 11 năm 1971 (aged 22) |         | Sevilla         |
| 20 | TĐ | Kiko                   | ngày 26 tháng 4 năm 1972 (aged 22)  |         | Atlético Madrid |

Nguồn: